# Onychopterocheilus ornatus
Onychopterocheilus ornatus är en stekelart som först beskrevs av Amédée Louis Michel Lepeletier 1841.  Onychopterocheilus ornatus ingår i släktet Onychopterocheilus och familjen Eumenidae.

## Underarter
Arten delas in i följande underarter:
- O. o. alacer
- O. o. fortunatus